# Leichtathletik-Weltmeisterschaften 2022/Teilnehmer (Lettland)
| Gelbes Symbol für Goldmedaillen mit stilisierten Olympischen Ringen | Graues Symbol für Silbermedaillen mit stilisierten Olympischen Ringen | Braundes Symbol für Bronzemedaillen mit stilisierten Olympischen Ringen |
| ------------------------------------------------------------------- | --------------------------------------------------------------------- | ----------------------------------------------------------------------- |
| —                                                                   | —                                                                     | —                                                                       |

Der Leichtathletikverband von Lettland nahm an den Leichtathletik-Weltmeisterschaften 2022 in Eugene mit jeweils drei Athletinnen und Athleten teil.

## Ergebnisse

### Männer

#### Laufdisziplinen
| Athlet           | Disziplin   | Vorlauf | Vorlauf | Halbfinale | Halbfinale | Finale    | Finale |
| Athlet           | Disziplin   | Zeit    | Platz   | Zeit       | Platz      | Zeit      | Platz  |
| ---------------- | ----------- | ------- | ------- | ---------- | ---------- | --------- | ------ |
| Arnis Rumbenieks | 35 km Gehen |         |         |            |            | 2:42:47 h | 37     |

#### Sprung/Wurf
| Athlet              | Disziplin | Qualifikation | Qualifikation | Finale     | Finale |
| Athlet              | Disziplin | Weite/Höhe    | Platz         | Weite/Höhe | Platz  |
| ------------------- | --------- | ------------- | ------------- | ---------- | ------ |
| Patriks Gailums     | Speerwurf | 79,66 m       | 13            | DNQ        | DNQ    |
| Rolands Štrobinders | Speerwurf | 79,39 m       | 15            | DNQ        | DNQ    |

### Frauen

#### Laufdisziplinen
| Athletin      | Disziplin | Vorlauf | Vorlauf | Halbfinale | Halbfinale | Finale | Finale |
| Athletin      | Disziplin | Zeit    | Platz   | Zeit       | Platz      | Zeit   | Platz  |
| ------------- | --------- | ------- | ------- | ---------- | ---------- | ------ | ------ |
| Gunta Vaičule | 400 m     | 52,21 s | 04      | DNQ        | DNQ        | –      | –      |

#### Sprung/Wurf
| Athletin         | Disziplin | Qualifikation | Qualifikation | Finale     | Finale |
| Athletin         | Disziplin | Weite/Höhe    | Platz         | Weite/Höhe | Platz  |
| ---------------- | --------- | ------------- | ------------- | ---------- | ------ |
| Madara Palameika | Speerwurf | 58,61 m SB    | 13            | DNQ        | DNQ    |
| Līna Mūze        | Speerwurf | 59,16 m       | 10            | 61,26 m    | 06     |